# Naarden
Naarden (anhörenⓘ) ist eine Festung und ein Ortsteil der Gemeinde Gooise Meren in der niederländischen Provinz Nordholland.

## Lage und Wirtschaft
Naarden besteht aus zwei Teilen: die alte Festungsstadt und die nach 1900 entstandenen Villenquartiere, die mit dem benachbarten Bussum ein Ganzes bilden. Naarden liegt zwischen dem Gooimeer, das früher ein Teil der Zuiderzee war, und dem Wald- und Heidegebiet „Het Gooi“. Die Stadt liegt an der Autobahn A1 Amsterdam–Amersfoort, etwa 20 Kilometer von beiden Städten entfernt.
Der Tourismus ist die Haupteinnahmequelle der Stadt, obwohl es auch etwas Industrie und Kleingewerbe gibt. In Naarden leben viele Pendler, die in Amsterdam arbeiten.

## Geschichte
Naarden lag vor dem 14. Jahrhundert etwa drei Kilometer nördlich der heutigen Stadt, wurde zu Beginn der Haken-und-Kabeljau-Kriege zerstört und 1350–1355 als befestigte Stadt (mit Stadtrecht) am heutigen Ort wiederaufgebaut. Von 1411 bis etwa 1683 war Naarden eine Hafenstadt, die als Privileg ausgedehnte Fischereirechte besaß. Im 15. und 16. Jahrhundert gab es ein blühendes Textilgewerbe.
Die Stadt wurde im Achtzigjährigen Krieg 1572 von den Spaniern eingenommen, die nach der Kapitulation der Stadt 700 Einwohner ermordeten („Bloedbad van Naarden“). 1672 eroberten die Franzosen im Holländischen Krieg Naarden, im Jahr darauf gewann Wilhelm III. von Oranien-Nassau die Stadt zurück. Von 1675 bis 1685 wurde Naarden zur Festungsstadt umgestaltet.

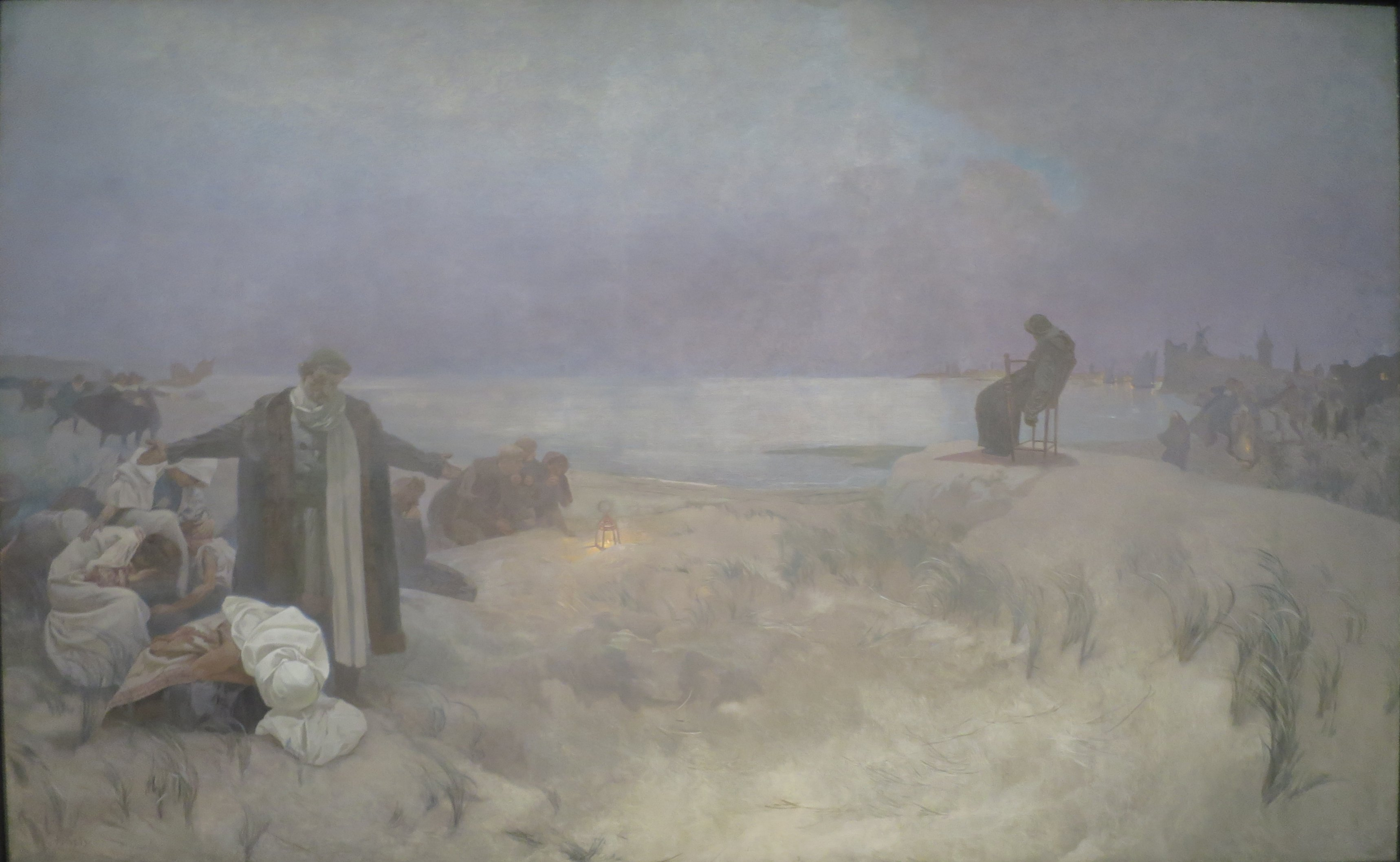
Die letzten Tage des Comenius in Naarden (Bild von 1918 aus dem Slawischen Epos von Alfons Mucha)

Der berühmte mährische Pädagoge, Theologe und Philosoph Johann Amos Comenius lebte zeitweilig in Naarden und wurde hier beerdigt.
Als um 1905 die Gemeinde Amsterdam den See namens Naardermeer gekauft hatte und als Stadtmülldeponie benutzen wollte, erhoben sich Naturfreunde unter der Leitung von Jac P. Thijsse erfolgreich dagegen. Der Erwerb dieses ersten Naturreservates in den Niederlanden führte zur Errichtung der Vereniging Natuurmonumenten, die immer noch der wichtigste Naturschutzbund des Landes ist.
Zum 1. Januar 2016 schloss sich die damals selbständige Gemeinde Naarden mit Bussum und Muiden zur neuen Gemeinde Gooise Meren zusammen.

## Sitzverteilung im Gemeinderat
Bis zur Gemeindeauflösung im Jahr 2016 ergab sich folgende Sitzverteilung:
| Partei     | Sitze | Sitze | Sitze | Sitze |
| Partei     | 2002  | 2006  | 2010  | 2014  |
| ---------- | ----- | ----- | ----- | ----- |
| VVD        | 7     | 6     | 6     | 5     |
| D66        | —     | 1     | 3     | 4     |
| GroenLinks | 3     | 4     | 4     | 3     |
| CDA        | 4     | 3     | 2     | 3     |
| PvdA       | 3     | 3     | 2     | 2     |
| Gesamt     | 17    | 17    | 17    | 17    |

## Sehenswürdigkeiten
Westlich der Stadt liegt das Naardermeer, ein wichtiges Vogelschutzgebiet mit Kormoranen, Löfflern (eine Unterfamilie der Ibisse) und anderen Wasservögeln. Es kann ab und zu mit Führung besucht werden.
Naarden hat einen Jachthafen; das Gooimeer, ein Rest der früheren Zuidersee, liegt in der Nähe und bietet Wassersportlern viele Möglichkeiten.
In der Altstadt sind die Festungsanlagen so gut wie völlig erhalten geblieben. In einer der Bastionen befindet sich ein Museum.

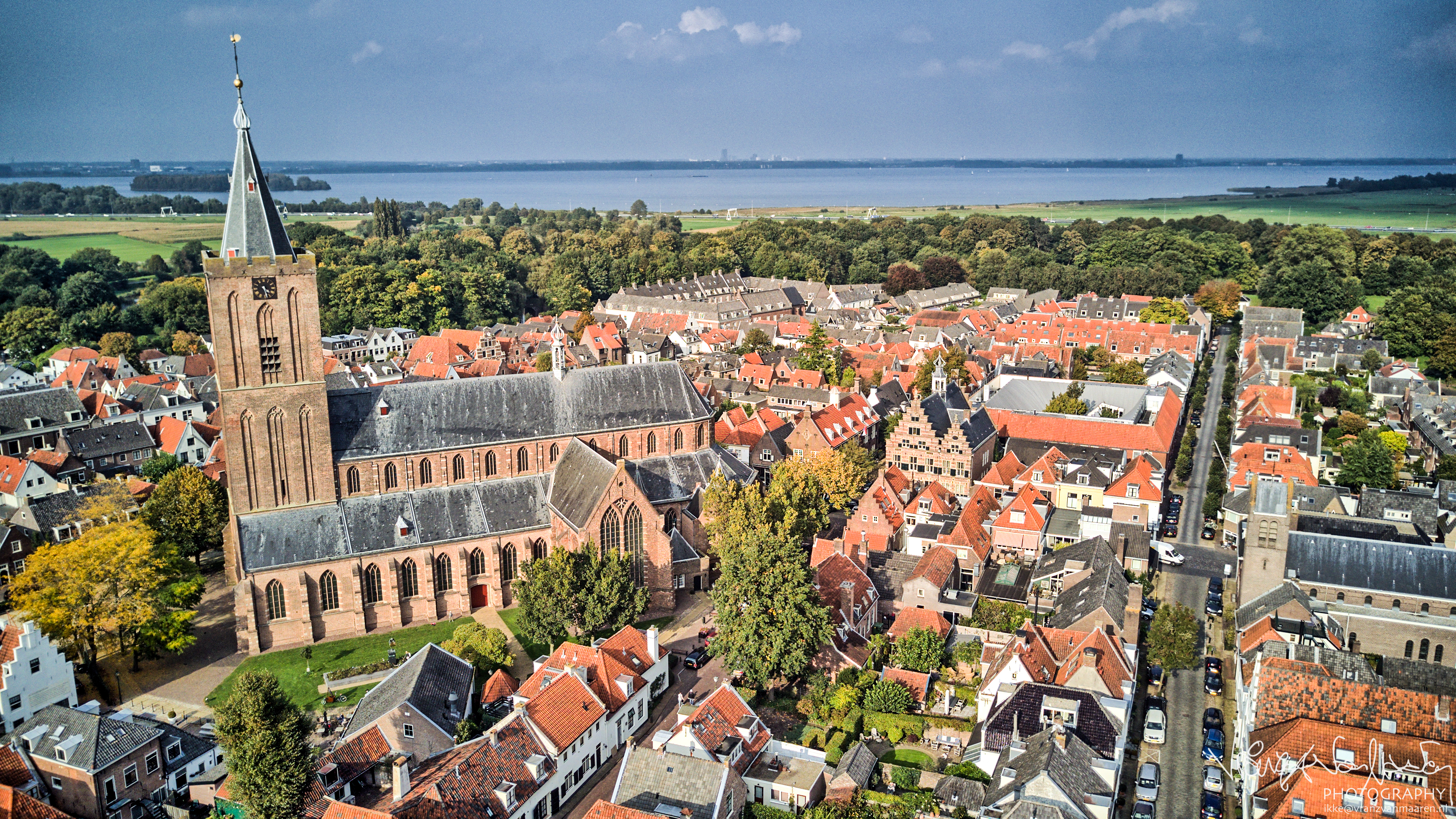
Große oder St. Vituskirche

Die Große oder St. Vituskirche (gotisch, 1380–1479) hat eine vorzügliche Akustik. Jedes Jahr wird hier die Matthäus-Passion von Johann Sebastian Bach von namhaften Sängern und Musikern ausgeführt. Zugleich ist Naarden der Sitz der Nederlandse Bachvereniging, einer der weltweit ältesten Organisationen im Dienst historischer Aufführungspraxis im Bereich Alter Musik.
In die ehemalige Waage, 1615 erbaut, war ein Comenius-Museum. Ein Mausoleum für diesen Denker befindet sich in einer ehemaligen Kapelle aus dem 15. Jahrhundert. 1992 zog das Comenius-Museum in ein Gebäude neben dem Mausoleum.
In der Innenstadt stehen noch einige schöne alte Häuser.

## Persönlichkeiten
Söhne und Töchter der Stadt
- Salomon van Ruysdael (ca. 1600), Maler
- Pieter Merkus (1787–1844), Kolonialpolitiker und von 1841 bis 1844 Generalgouverneur der Kolonie Niederländisch-Indien
- Jans Koster (* 1938), Schwimmerin
- Cor Rutgers (* 1940), Radrennfahrer
- Tom van ’t Hek (* 1958), Hockeyspieler
- Tom Coronel (* 1972), Automobilrennfahrer
- Wouter Jolie (* 1985), Hockeyspieler
- Nordin Amrabat (* 1987), Fußballspieler
- Kevin van Essen (* 1989), Fußballspieler
- Jip Janssen (* 1997), Hockeyspieler

Sonstige Persönlichkeiten
- Johann Amos Comenius (1592–1670), Philosoph, Theologe und Pädagoge, liegt in Naarden begraben
- Lambertus Hortensius (um 1500–1574), Humanist und Geistlicher, war Rektor in Naarden
- Reedeker-Hendriks, Sara (1846–1925), Malerin, Naarden war seit 1913 ihr letzter Wohnort
- Anthon van der Horst (1899–1965), Organist an der Grote Kerk in Naarden

## Bilder

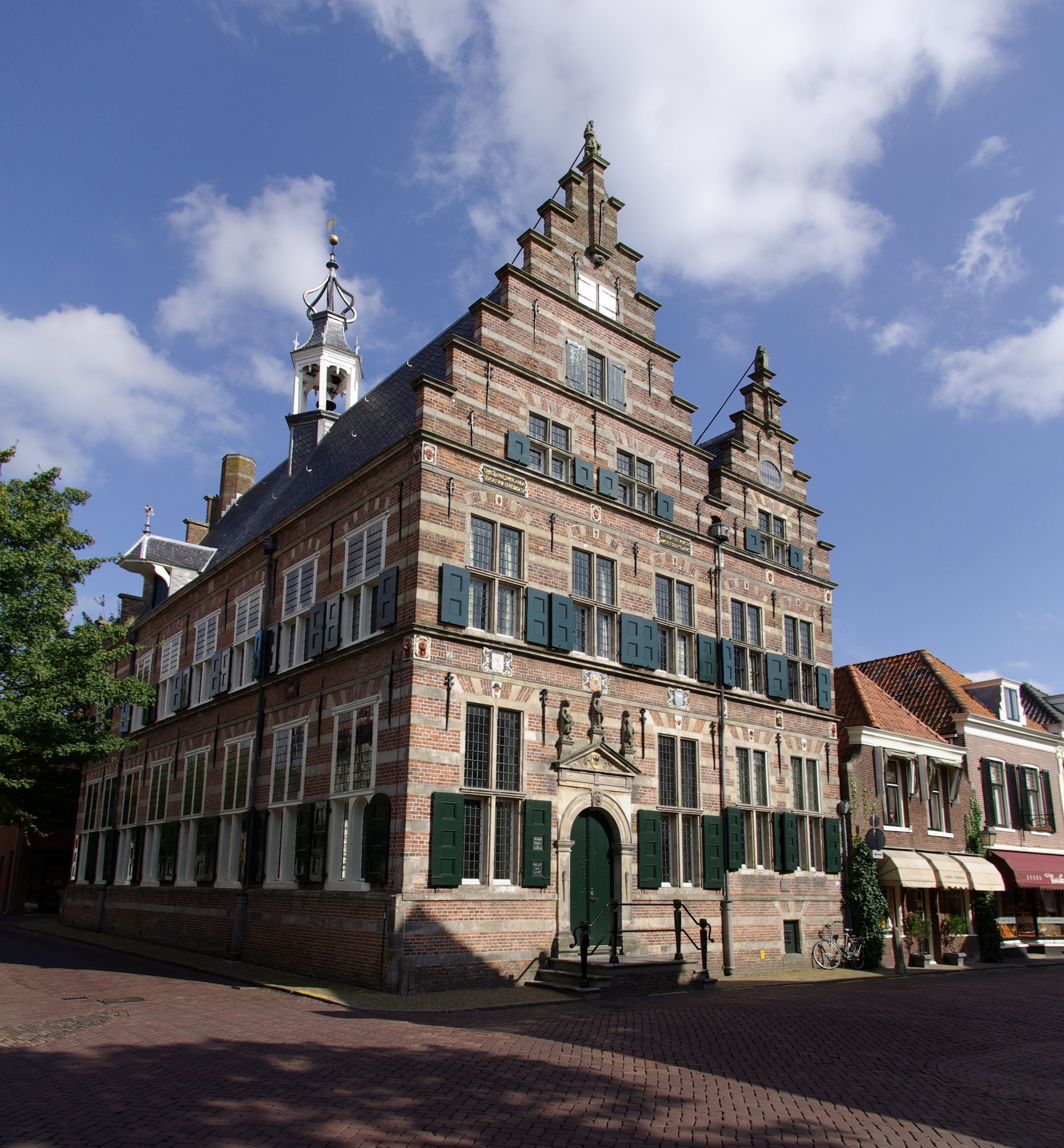
Rathaus
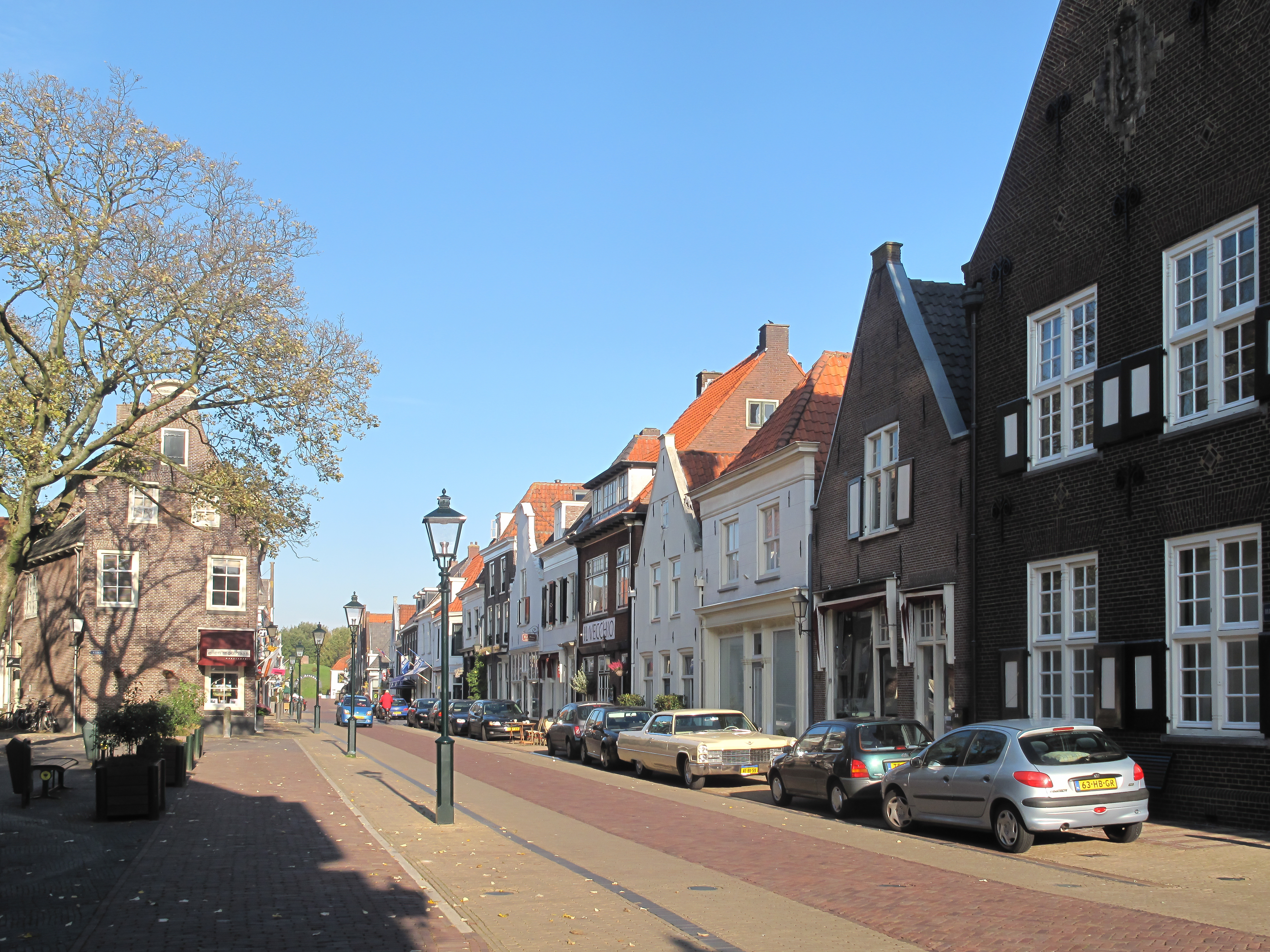
de Marktstraat
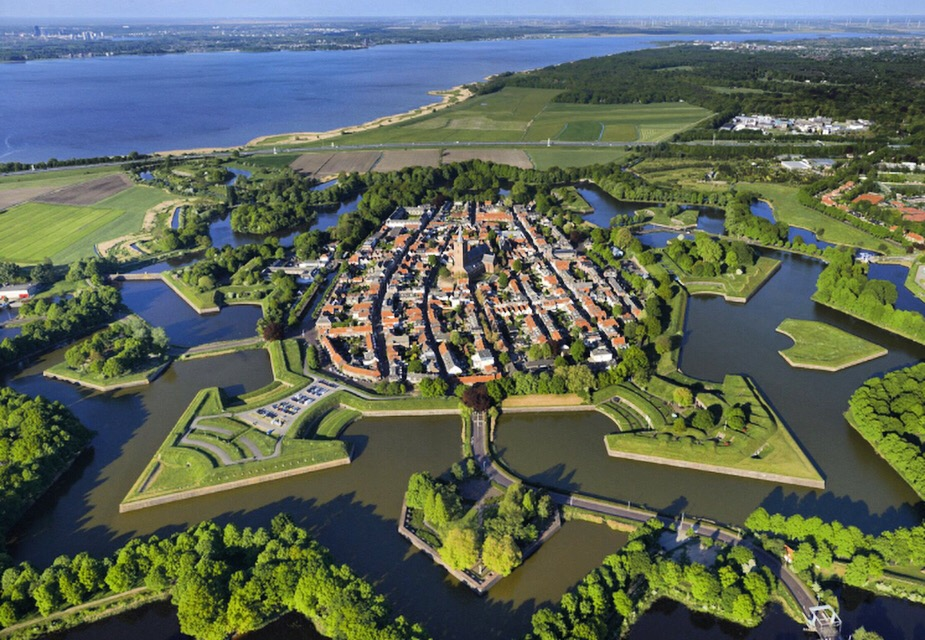
Luftbild der Festungsstadt Naarden
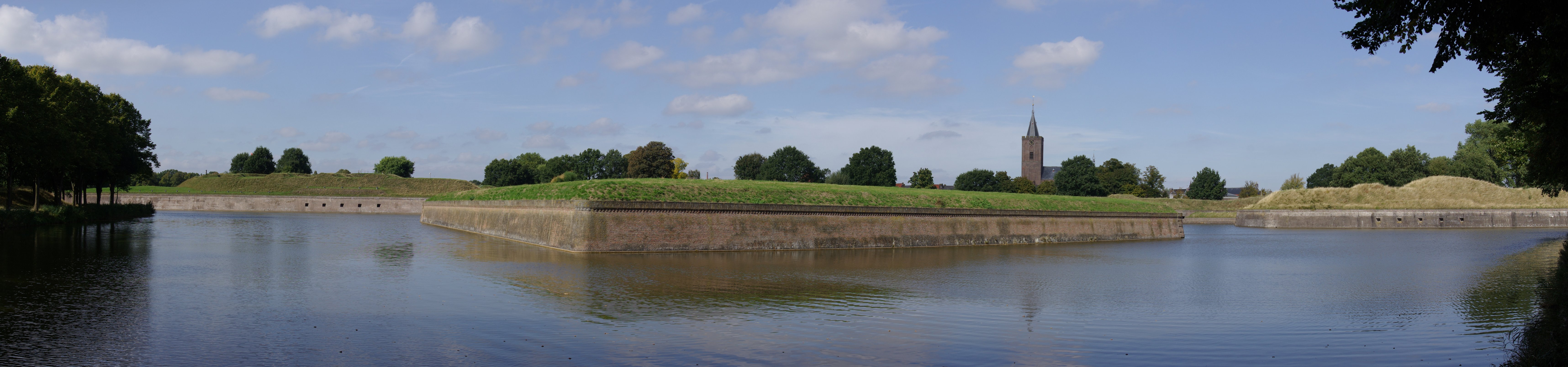
Panoramablick auf die Festung von Süden
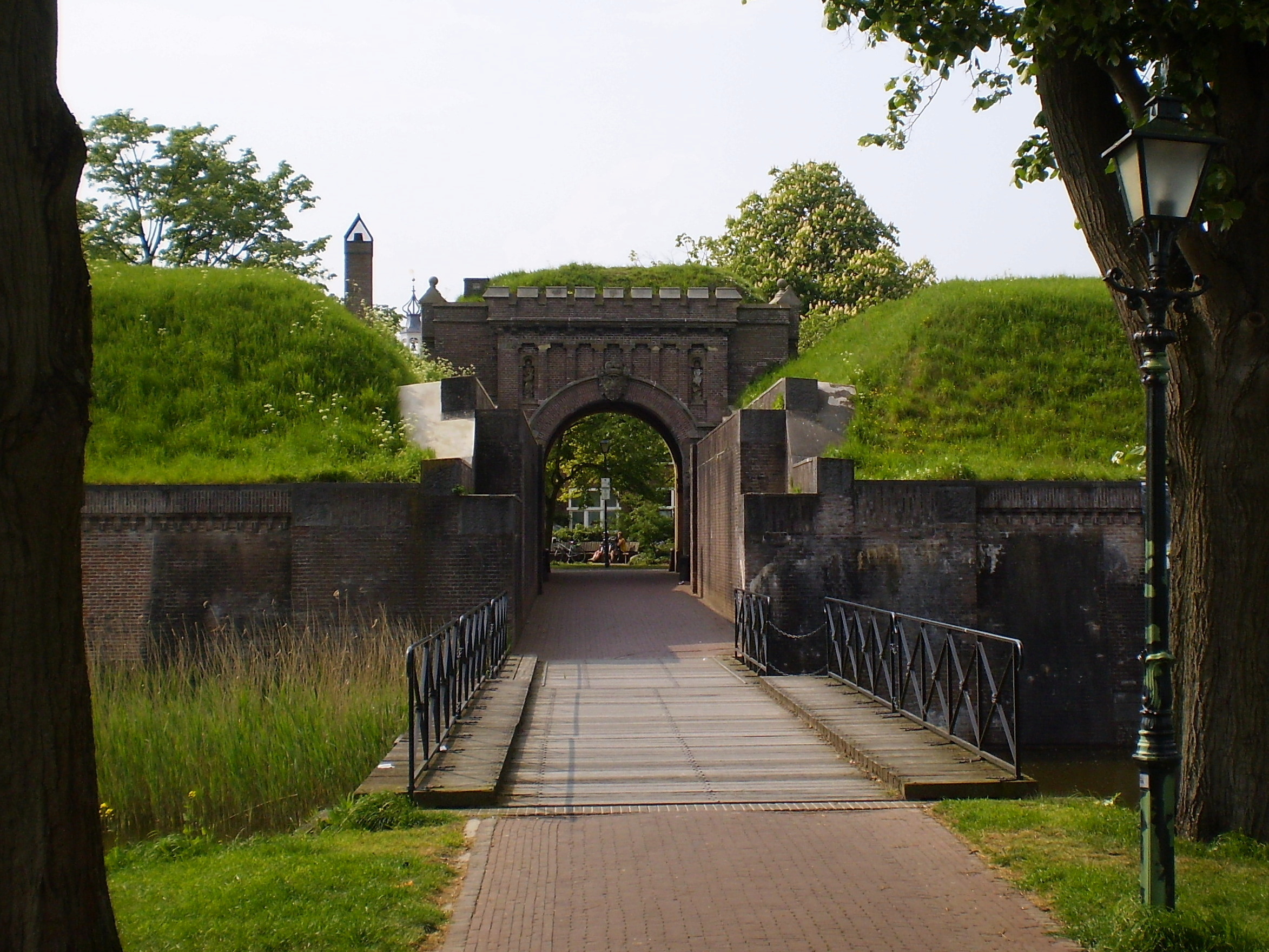
Festungstor von außen